# Shabana Rehman Gaarder
Shabana Rehman Gaarder (Karachi, 14 de julio de 1976 - 29 de diciembre de 2022) fue una comediante, escritora y columnista noruega nacida en Pakistán. Usando su sentido del humor impactante en el escenario y en las columnas de los periódicos, fue una voz controvertida en los debates sobre la inmigración y la integración de los musulmanes en Noruega, lo que ha resultado en que su personalidad se convierta en un tema en sí mismo, que a menudo se conoce como el "Shabana debate".

## Infancia
Nació en una familia musulmana, con seis hermanos, se mudó con su familia a Noruega en 1977. Criada como musulmana, más tarde se identificó como librepensadora.

## Carrera
Estuvo activa en varios campos y se dedicó a romper tabúes y crear más apertura. Desde principios de la década de 2000 en general, instó a los inmigrantes musulmanes a adoptar valores progresistas occidentales como los derechos humanos y la libertad individual, y que especialmente las mujeres deberían tener la opción de ser quienes quieran ser y hacer con sus propios cuerpos lo que les plazca. Los liberales a veces se quejaron de su aparente insensibilidad hacia las actitudes musulmanas de los inmigrantes, mientras que los musulmanes conservadores afirman que Shabana "denigraba su religión". Shabana dijo que recibió amenazas de muerte, principalmente de jóvenes inmigrantes.
Comenzó su carrera como columnista en VG en 1996, su debut como comediante llegó en 1999. Más tarde comenzó a trabajar como columnista de Dagbladet en 2000 y escribía regularmente para periódicos y revistas.
Recibió publicidad internacional y ha sido entrevistada por la revista Time y el The New York Times. Sus espectáculos se han presentado a sala llena en Noruega, Dinamarca, Islandia y las Islas Feroe. Hablaba con fluidez noruego, urdu e inglés, y ha actuado en alemán.
En 2006, Shabana se unió al American Comedy Institute en la ciudad de Nueva York.

## Vida personal y muerte
Rehman se casó con el escritor Dagfinn Nordbø en 2003, los dos se conocieron inicialmente en el circuito de stand-up en 1999. El periódico sensacionalista Dagbladet incluyó a la pareja entre los formadores de opinión más influyentes del país.  Después de dos años de matrimonio, la pareja se separó cuando Rehman se mudó a los Estados Unidos para estudiar. Luego, en agosto de 2007, la pareja anunció que se divorciaban, aunque seguían siendo amigos.
En 2008 se casó con Martin Gaarder, un periodista de la Norsk Rikskringkasting.
Rehman murió de cáncer de páncreas el 29 de diciembre de 2022, a la edad de 46 años.

## Premios
- 2001 - Premio Internacional de Club de Leones
- 2002 - Premio Fritt Ord (Premio Palabra Libre)
- 2022 - Premio Ossietzky